# Inkhundla Lavumisa
L'Inkhundla Lavumisa è uno dei quattordici tinkhundla del distretto di Shiselweni, nell'eSwatini.

## Geografia antropica

### Suddivisioni amministrative
L'Inkhundla è suddiviso nei 6 seguenti imiphakatsi: Ezindwenweni, Maplotini, Mlindazwe, Phangweni, Qomintaba, Vimbizibuko.